# Имя по Небти
Имя по Небти (егип. nb-tꜣwj от nbty — «две госпожи», «обе владычицы») — одно из пяти имён царского титула в Древнем Египте.
Заголовок имени содержит две основы, связанные с так называемыми «геральдическими» богинями Верхнего и Нижнего Египта:
- Нехбет — покровительница Верхнего Египта, представлена символом грифа (стервятника)[1].
- Уаджит — покровительница Нижнего Египта, представлена символом кобры.

Это имя в царском титуле означает, что фараон воплощает всю мощь двуединой монархии, простирая свою суверенную власть над всей долиной Нила. Имя используется начиная с фараона Первой династии Семерхета, хотя полноценным независимым именем становится во времена Двенадцатой династии.